# Dom Havixbeck
Dom Havixbeck (niem. Haus Havixbeck) – zabytkowy dwór w Havixbeck (Nadrenia Północna-Westfalia).
W 1369 właścicielem  majątku był Dietrich von Schönebeck. Około 1450 poprzez małżeństwo dobra przeszły w ręce Friedricha von Bevern. W 1601 Ermgard von Bevern wyszła za mąż za Rudolfa von Twickel i wniosła Havixbeck jako posag. W 1708 Christoph Bernhard von Twickel (1654-1719) został podniesiony do rangi barona przez cesarza Józefa I. Jego syn Johann Rudolf (1684-1759) ożenił się z Charlottą von Nesselrode. W 1840 król Prus Fryderyk Wilhelm IV nadał Klemensowi Augustowi von Twickelowi (1721-1792) urząd dziedzicznego podczaszego księcia-biskupa Münsteru.
Budynki zostały zbudowane w różnych epokach. Pierwotny dwór postawiono z ciosów piaskowca w 1562. W 1654 był przedłużony w kierunku zachodnim, a w  1711 we wschodnim. W skład głównego budynku z 1562 wchodzi ośmioboczna wieża schodowa z dachem namiotowym pokrytym łupkiem, położona od północnej strony. Od strony dziedzińca znajduje się dwukondygnacyjna dom z okresu baroku. Wspaniała sala rycerska w zachodniej części domu zachwyca imponującym kominkiem w stylu holenderskim z 1651, ozdobionym fryzem z dwunastoma herbami, m.in. (od lewej), von: Bevern (5), Twickel (6).

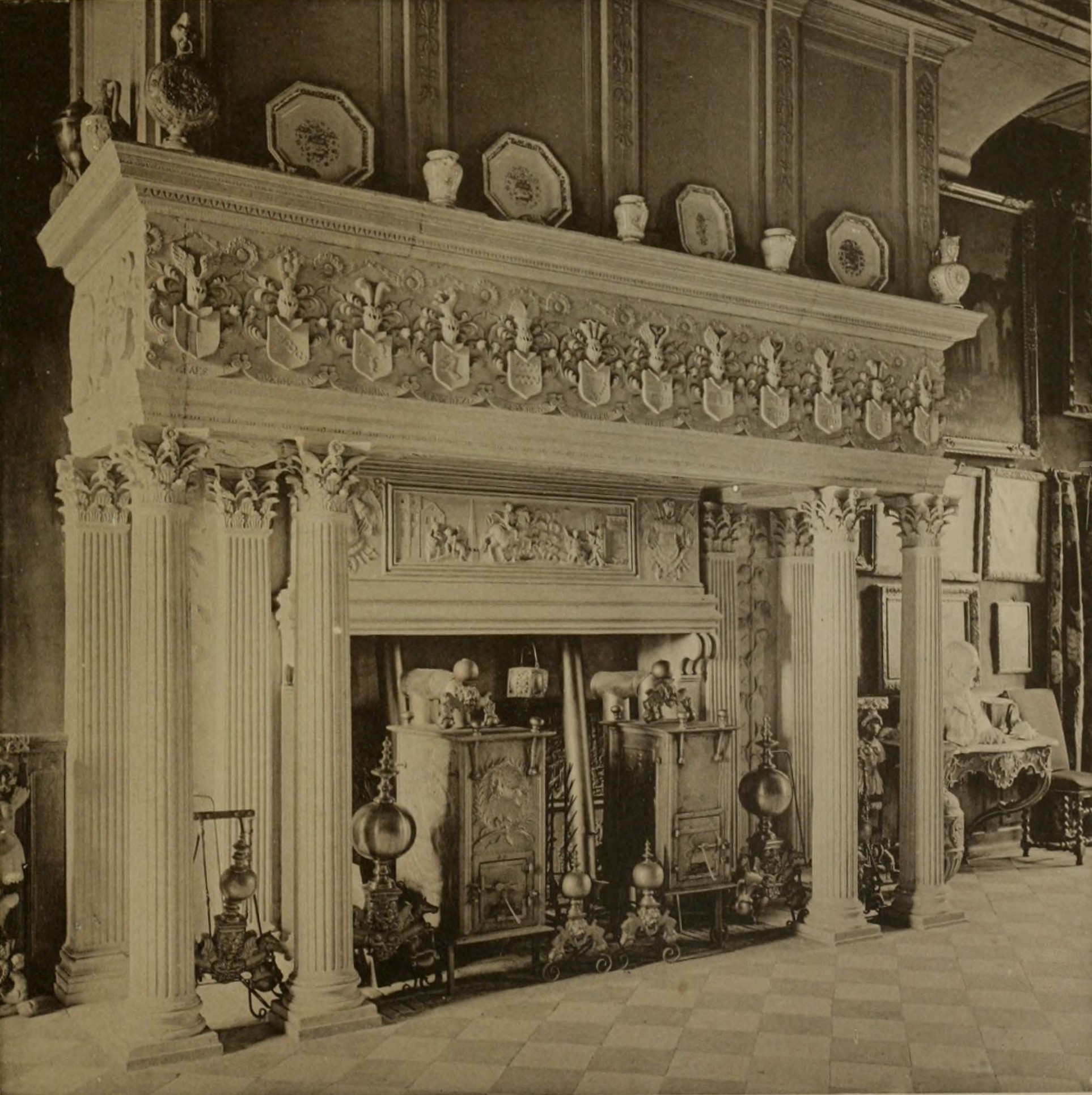
Kominek z herbami
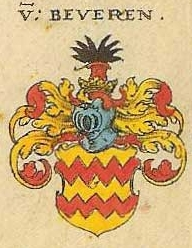
Herb von Bevern
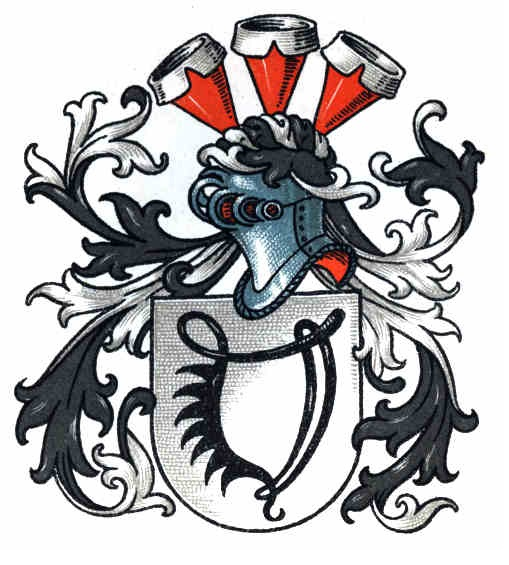
Herb Twickel
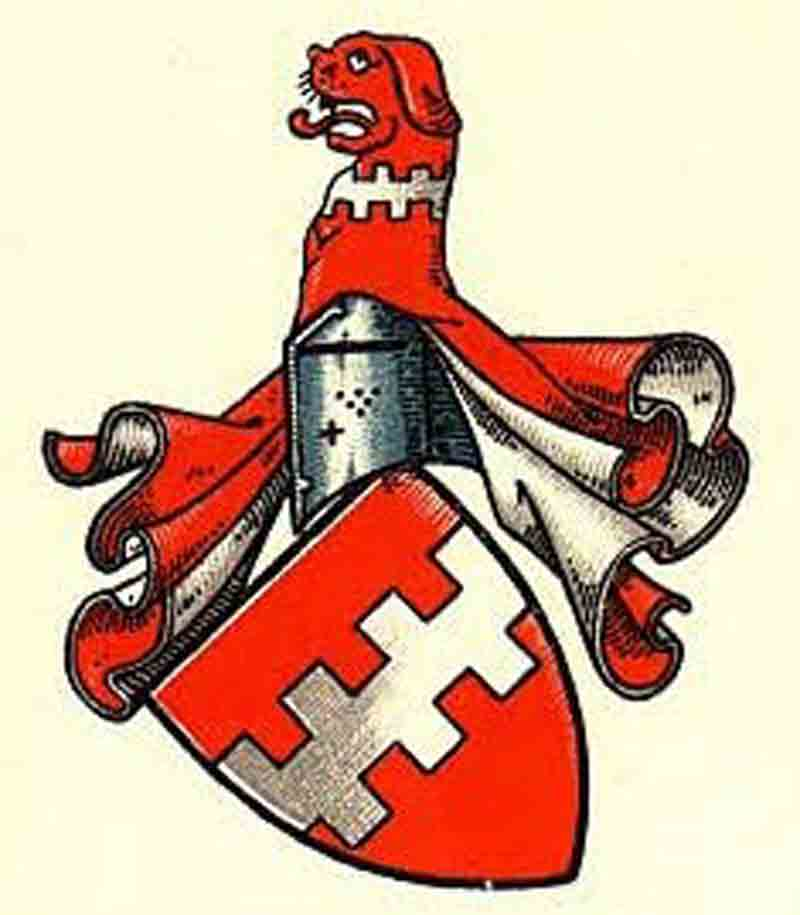
Herb von Nesselrod